# Система квот для Королівського флоту
Система квот для Королівського військово-морського флоту (англ. The Quod) — представлена прем'єр-міністром Вільямом Піттом молодшим у 1795 році система, що передбачала надання кожним графством певної кількості чоловіків для Королівського ВМФ. Система базувалась на кількості населення і портів у графстві, наприклад, Лондон мав надати 5 704 чоловік, а Йоркшир — 1 081.
Система створила багато суперечливих моментів: дехто намагався відкупитись від служби на флоті. Також це спричинило невдоволення серед професійних моряків, яким ця система не надавала жодних переваг перед тими, кого було призвано за квотами.
Систему квот було скасовано у 1815 році після завершення Наполеонівських війн.